# Єловіно
Єло́віно (рос. Еловино) — присілок у складі Кічменгсько-Городецького району Вологодської області, Росія. Входить до складу Кічмензького сільського поселення.

## Населення
Населення — 256 осіб (2010; 293 у 2002).
Національний склад (станом на 2002 рік):
- росіяни — 99 %